# 南靖县
南靖县位于中国福建省南部，是漳州市下辖的一个县。面积1962平方公里，縣城城區面積達8.12平方公里，建成區面積8.1平方公里。

## 县名由來
「南」者即「地处福建之南」，「靖」者取「安靖」之义，至今已有六百多年历史。

## 历史沿革
南北朝梁天监年间（502年—518年），析晋安县地置兰水县，今南靖部分地区属之。隋开皇十二年（592年），兰水县并入龙溪县，属泉州（治所在今福州地区）。

### 闽州龙溪县
大业二年（606年），改泉州为闽州。

### 建安郡、建州之龙溪县
大业三年（607年），改闽州为建安郡。唐武德元年（618年），改建安郡为建州（治所在今福州地区），苦草镇属建州龙溪县，今南靖县大部分地区属苦草镇，少数不在镇境者由龙溪县直辖，皆同属龙溪县。武德四年（621年），建州移治建安县（治所在今建瓯地区）。

### 丰州、泉州、武荣州之龙溪县
武德五年（622年），析建州置丰州（治所在今泉州南安市丰州镇），龙溪县属丰州。贞观元年（627年），丰州撤销，龙溪县并入泉州（治所在今福州地区）。嗣圣元年（684年），分泉州之南安、莆田、龙溪三县置武荣州（治所在今泉州南安市丰州镇），寻即撤销，龙溪县还隶泉州。
垂拱二年（686年），析泉州龙溪县南部地区建置漳州，辖漳浦县。當时的漳州州境（漳浦县境），于漳州置州以前之归属如下：
一、梁山蒲葵关东北（今漳浦县大部分及龙海区少数地区）：
- 507（或540年）～685年，属龙溪县。
- 716年～785年为漳州州治及漳浦县治所在地。

二、梁山蒲葵关西南（今诏安县、东山县、云霄县及平和县少数地区）：
- 413年～591年，属绥安县。
- 592年～685年，属龙溪县。
- 686年～715年为漳州州治及漳浦县治所在地。

武周聖曆二年（699年），复置武荣州，龙溪县还隶武荣州。聖曆三年（700年），再废武荣州，龙溪县还隶泉州。同年，久视元年（700年），三置武荣州（治所在今泉州市鲤城区），龙溪县还隶武荣州。

### 泉州龙溪县
景云二年（711年），将州治在今福州市区的泉州更名为闽州，同时将武荣州更名为泉州，龙溪县还隶泉州。開元四年（716年），迁漳州州治及漳浦县治（今云霄县火田镇西林村）于李澳川（今漳浦县綏安镇）。

### 汀州新罗县、泉州龙溪县
汀州置州以后，今南靖县地域大部分属汀州新罗县、少数为泉州龙溪县。
開元二十四年（736年），析泉州龙溪县苦草镇为新罗、长汀两县，与建州黄连县，建置汀州，辖新罗、长汀、黄连三县。開元二十八年（740年），析漳浦县地置怀恩县，漳州辖两县。

### 汀州新罗县、漳州龙溪县
開元二十九年（741年），併怀恩县入漳浦县，又割泉州龙溪县來属漳州，漳州仍辖两县。

### 临汀郡龙岩县、漳浦郡龙溪县
天宝元年（742年），新罗县改为龙岩县。同年，改汀州为临汀郡、漳州为漳浦郡。

### 汀州龙岩县、漳州龙溪县
乾元元年（758年），又改临汀郡为汀州、漳浦郡为漳州。

### 漳州龙岩县、漳州龙溪县
大历十二年（777年），汀州龙岩县划归漳州，漳州辖漳浦、龙溪、龙岩3县。至此，南靖县地域已先後由泉州、汀州來属漳州。貞元二年（786年），漳州州治再由漳浦县迁入龙溪县。
南胜县置县以前，今南靖县地域大部分属龙岩县、少数为龙溪县。公元742年至1321年（历时580年），今南靖县地界之龙岩、龙溪兩县具体辖境与清代南靖县境对比如下：
一、龙岩县：相當于清代南靖县永丰里全境、习贤里三个总（涌口总、硿口总、南坪总）
- 船场镇、书洋镇、奎洋镇、金山镇。
- 梅林、和溪、龙山三镇之大部分。
- 南坑、靖城两镇少数村庄。
- 芗城区天宝镇少数村庄。
- 平和县芦溪镇少数村庄。

二、龙溪县：相當于清代南靖县归德里全境、由义里全境、居仁里兩个总（大坪总、马坪内外中总）以及习贤里兩个总（竹员总、中埔总）
- 山城镇、丰田镇。
- 靖城镇大部分。
- 南坑镇东北部、龙山镇西南部。
- 龙海区程溪镇。
- 漳浦县南浦乡。

三、今属南靖县，清代不属南靖县，且南胜置县以前属龙溪、龙岩两县之地区：
- 1954年由平和县划入南坑镇之村庄，清代属平和县，南胜置县以前属龙溪县。
- 1957年由华安县划入龙山镇之蓬莱村，清代属龙溪县，南胜置县以前属龙溪县。
- 1957年由华安县划入和溪镇之迎新、迎富等村，清代属龙溪县，南胜置县以前属龙溪县。
- 1960年由龙岩县划入梅林镇之部分村庄，清代属龙岩州，南胜置县以前属龙岩县。

### 漳州路龙岩县、漳州路龙溪县
元至元十六年（1279年），升漳州为路。

### 漳州路南胜县
至治二年（1322年），析龙溪、龙岩、漳浦交界地域置南胜县，隶漳州路，县治设于九围矾山东麓（今平和县南胜镇人民政府所在地）。元代南胜县境相當于清代南靖县及平和县全境，于南胜置县以前之归属如下：
一、清代南靖县：今南靖县大部分及平和县、芗城区、龙海区、漳浦县部分地区
- 十二总属龙岩县：南坑总、施洋总、长窖总、梅垅总、龟洋总、吴宅总、和溪总、金山上总、金山下总、涌口总、硿口总、南坪总。
- 十五总属龙溪县：竹员总、中埔总、东门外总、北门外总、桥南总、雁塔总、五峰总、华源总、水流下葛总、浮山总、径口程溪总、湖山总、草坂总、马坪内外中总、大坪总。
- 一总属漳浦县：车田总（居仁里第一图车田总十五保）。

二、清代平和县：今平和县大部分及南靖县、永定区、云霄县、漳浦县部分地区
- 清宁里属龙溪县。
- 新安里属漳浦县。

### 漳州路南靖县
至元六年（1340年），县治迁至官山（今平和县小溪镇旧县村）。至正十六年（1355年），南胜县改名为南靖县，意“南方安靖”，並把县政府迁至靖城。

### 漳州府南靖县
明洪武元年（1368年），漳州路改为漳州府，南靖属之。正德十三年（1518年），划清宁、新安2里共12图置平和县。同年，龙溪县划二十一都7图、二十五都5图抵纳粮科予南靖县，並未归入南靖县管辖。
清雍正十三年（1735年），南靖县居仁里第一图车田总十五保划归漳浦县。

### 西路道南靖县
民国元年（1912年），废府、州、厅，南靖县属西路道。

### 汀漳道南靖县
民国3年6月，西路道改名汀漳道。

### 福建省南靖县
民国14年（1925年），废道，各县直接隶属福建省。
1932年4月—1938年2月，中国共产党的地方组织在南靖、平和、漳浦3县交界区域建立靖和浦苏区。

### 龙汀省南靖县

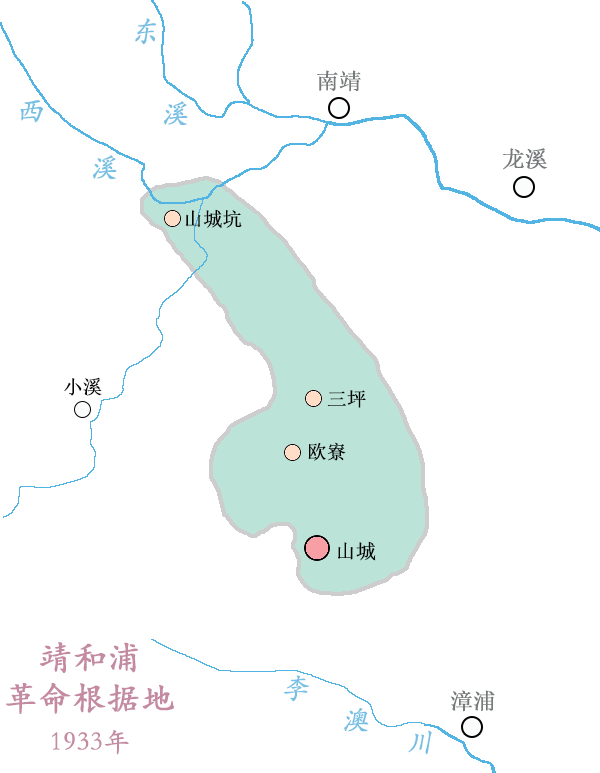
靖和浦革命根据地地图（1933年）

民国22年（1933年）12月，福建省划分为4个省，南靖县属龙汀省。

### 行政督察区南靖县
民国23年7月，福建省划分为10个行政督察区，南靖县属第六区。民国24年（1935年），中西坪、大坪划给漳浦县管辖。同年，福建全省改划为7个行政督察区、1个市，原第六区改为第五区，南靖县属之。民国27年7月，县政府迁至山城。民国35年（1946年），划归第六区。民国36年4月，划归第五行政区。 
中华人民共和国成立后，南靖县行政区划变动较多。1949年9月22日，接管南靖县城，南靖县由中华人民共和国实际管治。同年10月20日，原第五行政区改为第六行政区（第六专区），南靖属之。
| 地区   | 时间              |
| ------ | ----------------- |
| 平和县 | 1949年9月17日     |
| 长泰县 | 1949年9月19日上午 |
| 龙溪县 | 1949年9月19日下午 |
| 海澄县 | 1949年9月21日     |
| 南靖县 | 1949年9月22日     |
| 漳浦县 | 1949年9月23日     |
| 云霄县 | 1949年10月1日     |
| 华安县 | 1949年11月18日    |
| 诏安县 | 1949年12月12日    |
| 东山县 | 1950年5月12日     |

### 漳州专区南靖县
1950年1月1日，第六专区改称漳州专区。

### 龙溪地区南靖县
1950年9月18日，漳州专区改称龙溪地区。1951年6月1日，由龙溪县析置县级漳州市。1954年12月，平和县金竹、葛竹、大岭、北坑划归南靖县。

### 龙溪专区南靖县
1955年3月，龙溪地区改称龙溪专区。1956年8月5日，科岭乡都宁头村划归龙岩县。11月6日，版寮乡杨厝村划归平和县管辖。1957年2月17日，程溪区外云、白云、程溪、塔潭、粗座、人家、官园、洋奎等8个乡划给龙溪县，南浦、马苑、龙溪墟划给漳浦县管辖。同年，华安县蓬莱、迎新、迎富划归南靖县。1960年，龙岩县长塔、泉坑、都宁头划归南靖县管辖。

### 龙溪地区南靖县
1978年3月17日，龙溪专区改称龙溪地区。

### 漳州市南靖县
1985年5月14日，撤龙溪地区，改设地级漳州市。

## 地理

### 氣候
| 南靖(平均數據1991–2020 極端數據1981–2010) | 南靖(平均數據1991–2020 極端數據1981–2010) | 南靖(平均數據1991–2020 極端數據1981–2010) | 南靖(平均數據1991–2020 極端數據1981–2010) | 南靖(平均數據1991–2020 極端數據1981–2010) | 南靖(平均數據1991–2020 極端數據1981–2010) | 南靖(平均數據1991–2020 極端數據1981–2010) | 南靖(平均數據1991–2020 極端數據1981–2010) | 南靖(平均數據1991–2020 極端數據1981–2010) | 南靖(平均數據1991–2020 極端數據1981–2010) | 南靖(平均數據1991–2020 極端數據1981–2010) | 南靖(平均數據1991–2020 極端數據1981–2010) | 南靖(平均數據1991–2020 極端數據1981–2010) | 南靖(平均數據1991–2020 極端數據1981–2010) |
| 月份                                      | 1月                                       | 2月                                       | 3月                                       | 4月                                       | 5月                                       | 6月                                       | 7月                                       | 8月                                       | 9月                                       | 10月                                      | 11月                                      | 12月                                      | 全年                                      |
| ----------------------------------------- | ----------------------------------------- | ----------------------------------------- | ----------------------------------------- | ----------------------------------------- | ----------------------------------------- | ----------------------------------------- | ----------------------------------------- | ----------------------------------------- | ----------------------------------------- | ----------------------------------------- | ----------------------------------------- | ----------------------------------------- | ----------------------------------------- |
| 历史最高温 °C（°F）                       | 30.7 (87.3)                               | 32.6 (90.7)                               | 34.6 (94.3)                               | 36.5 (97.7)                               | 37.2 (99.0)                               | 38.3 (100.9)                              | 40.1 (104.2)                              | 40.3 (104.5)                              | 37.8 (100.0)                              | 36.0 (96.8)                               | 35.3 (95.5)                               | 31.2 (88.2)                               | 40.3 (104.5)                              |
| 平均高温 °C（°F）                         | 19.3 (66.7)                               | 20.1 (68.2)                               | 22.3 (72.1)                               | 26.4 (79.5)                               | 29.5 (85.1)                               | 32.1 (89.8)                               | 34.5 (94.1)                               | 33.9 (93.0)                               | 32.3 (90.1)                               | 29.2 (84.6)                               | 25.6 (78.1)                               | 21.2 (70.2)                               | 27.2 (81.0)                               |
| 日均气温 °C（°F）                         | 13.6 (56.5)                               | 14.6 (58.3)                               | 17.0 (62.6)                               | 21.1 (70.0)                               | 24.4 (75.9)                               | 27.1 (80.8)                               | 28.6 (83.5)                               | 28.1 (82.6)                               | 26.7 (80.1)                               | 23.3 (73.9)                               | 19.5 (67.1)                               | 15.1 (59.2)                               | 21.6 (70.9)                               |
| 平均低温 °C（°F）                         | 9.9 (49.8)                                | 11.1 (52.0)                               | 13.4 (56.1)                               | 17.3 (63.1)                               | 21.0 (69.8)                               | 23.8 (74.8)                               | 24.6 (76.3)                               | 24.5 (76.1)                               | 23.1 (73.6)                               | 19.1 (66.4)                               | 15.4 (59.7)                               | 11.1 (52.0)                               | 17.9 (64.1)                               |
| 历史最低温 °C（°F）                       | −1.1 (30.0)                               | −0.4 (31.3)                               | 0.7 (33.3)                                | 7.1 (44.8)                                | 11.6 (52.9)                               | 15.0 (59.0)                               | 20.8 (69.4)                               | 21.2 (70.2)                               | 16.2 (61.2)                               | 8.0 (46.4)                                | 2.6 (36.7)                                | −2.9 (26.8)                               | −2.9 (26.8)                               |
| 平均降水量 mm（）                         | 50.5 (1.99)                               | 78.2 (3.08)                               | 120.8 (4.76)                              | 147.2 (5.80)                              | 207.4 (8.17)                              | 284.9 (11.22)                             | 204.5 (8.05)                              | 306.1 (12.05)                             | 193.3 (7.61)                              | 59.6 (2.35)                               | 42.7 (1.68)                               | 44.1 (1.74)                               | 1,739.3 (68.5)                            |
| 平均降水天数（≥ 0.1 mm）                  | 8.6                                       | 11.7                                      | 14.8                                      | 15.0                                      | 17.8                                      | 18.6                                      | 14.4                                      | 17.3                                      | 12.4                                      | 5.0                                       | 5.9                                       | 7.1                                       | 148.6                                     |
| 平均相對濕度（％）                        | 78                                        | 79                                        | 80                                        | 79                                        | 81                                        | 83                                        | 79                                        | 81                                        | 79                                        | 76                                        | 77                                        | 77                                        | 79                                        |
| 月均日照時數                              | 127.1                                     | 97.4                                      | 96.4                                      | 113.7                                     | 126.1                                     | 144.0                                     | 218.7                                     | 197.9                                     | 180.8                                     | 182.1                                     | 157.3                                     | 146.6                                     | 1,788.1                                   |
| 可照百分比                                | 38                                        | 30                                        | 26                                        | 30                                        | 31                                        | 35                                        | 53                                        | 50                                        | 49                                        | 51                                        | 48                                        | 45                                        | 41                                        |
| 来源：China Meteorological Administration |                                           |                                           |                                           |                                           |                                           |                                           |                                           |                                           |                                           |                                           |                                           |                                           |                                           |

## 行政区划

### 清代
清雍正十三年（1735年）以前，南靖县城以外辖有一坊五里二十八总，乾隆南靖县志內错誤之处经更正后整理如下表：
| 坊里     | 总           | 辖下各村现今分布地区 （1乡15镇）          |
| -------- | ------------ | ----------------------------------------- |
| 坊       | 北门外总     | 南靖县靖城镇                              |
| 坊       | 东门外总     | 南靖县靖城镇                              |
| 永 丰 里 | 南坑总       | 南靖县船场镇                              |
| 永 丰 里 | 施洋总       | 南靖县书洋镇、船场镇、南坑镇              |
| 永 丰 里 | 长窖总       | 南靖县梅林镇、书洋镇、船场镇              |
| 永 丰 里 | 梅垅总       | 南靖县书洋镇、梅林镇、奎洋镇 平和县芦溪镇 |
| 永 丰 里 | 龟洋总       | 南靖县奎洋镇、船场镇                      |
| 永 丰 里 | 吴宅总       | 南靖县奎洋镇、船场镇、金山镇              |
| 永 丰 里 | 和溪总       | 南靖县奎洋镇、和溪镇                      |
| 永 丰 里 | 金山上总     | 南靖县金山镇                              |
| 永 丰 里 | 金山下总     | 南靖县金山镇、和溪镇                      |
| 习 贤 里 | 涌口总       | 南靖县龙山镇                              |
| 习 贤 里 | 硿口总       | 南靖县龙山镇                              |
| 习 贤 里 | 南坪总       | 南靖县龙山镇、靖城镇 芗城区天宝镇         |
| 习 贤 里 | 中埔总       | 南靖县丰田镇                              |
| 习 贤 里 | 竹员总       | 南靖县龙山镇                              |
| 归 德 里 | 华源总       | 南靖县南坑镇、山城镇                      |
| 归 德 里 | 五峰总       | 南靖县山城镇                              |
| 归 德 里 | 雁塔总       | 南靖县山城镇                              |
| 归 德 里 | 桥南总       | 南靖县山城镇、靖城镇                      |
| 由 义 里 | 湖山总       | 南靖县靖城镇                              |
| 由 义 里 | 水流下葛总   | 南靖县靖城镇                              |
| 由 义 里 | 草坂总       | 南靖县靖城镇                              |
| 由 义 里 | 浮山总       | 南靖县靖城镇                              |
| 由 义 里 | 径口程溪总   | 南靖县靖城镇 龙海区程溪镇                 |
| 居 仁 里 | 马坪内外中总 | 龙海区程溪镇                              |
| 居 仁 里 | 大坪总       | 漳浦县南浦乡                              |
| 居 仁 里 | 车田总       | 漳浦县石榴镇                              |

### 现今
南靖县下辖11个镇：
山城镇、丰田镇、靖城镇、龙山镇、金山镇、和溪镇、奎洋镇、梅林镇、书洋镇、船场镇和南坑镇。

## 人口
南靖县人口主要为汉族，1990年的统计表明汉族占总人口的99.83%，此外畲族占总人口的0.13%。大多为闽南人、少數客家人。
根據第七次人口普查數據，截至2020年11月1日零時，南靖縣常住人口為305259人。

### 方言
南靖县主要通行闽南话。约有4%的南靖人口使用客家话，主要分布在梅林镇和书洋镇。
人口34.5万

## 交通
319国道南靖段原称漳龙公路，全线完工于民国22年5月20日。1950年改称厦隘线，1985年改称 319国道。
南靖境内还有省道山长线等。
龙厦铁路

## 经济
南靖县为农业大县，主产有茶叶、兰花、香蕉和食用菌等，被中国农学会特产经济委员会授予“中国兰花之乡”、“中国香蕉之乡”称号。2007年4月，天宝香蕉获得产品地理标志保护。
2021年，南靖縣全年生產總值（GDP）為343.8390億元，相比上一年度增長了4.5%。

## 矿产
- 彩玉石
- 稀土
- 高岭土
- 地热

## 旅游景点
- 田螺坑土楼群
- 云水谣古镇
- 乐土亚热带原始雨林
- 鹅仙洞亚热带原始雨林
- 虎伯寮亚热带原始雨林
- 文昌塔
- 道源亭
- 慈济行宫

## 教育

### 高等院校
- 闽南师范大学圆山校区
- 漳州理工职业学院迎宾校区

### 高中
- 南靖一中
- 南靖二中
- 南靖三中
- 南靖四中
- 南靖五中（湖美中学）
- 龙山中学
- 山城中学